# Gaspar Ferreira Reimão
Gaspar Ferreira Reimão (15?? - 7 de fevereiro de 1626) foi um piloto, cartógrafo e roteirista português.

## Biografia
Sabe-se que seria natural da região de Setúbal ou de Palmela, embora esta última informação seja questionável, uma vez que se baseia apenas em tenças e cargos oferecidos pelo Rei nessa região.
Por carta de Felipe II de Portugal, datada de 12 de maio de 1607, registra-se que "Gaspar Ferreira Cavaleiro fidalgo de minha casa ... pedindome por mercê o Recebesse na dita ordem e provesse o hábito [da Ordem de Santiago] e insignias della ... Ei por bem e me pras de o receber na dita ordem." (Arquivo Nacional da Torre do Tombo, Ordem de Sant'Iago, Liv 11, Fl 89).
No Roteiro da Carreira da Índia (1612) afirma-se que Gaspar Ferreira Reimão foi um dos mais importantes navegadores da Carreira da Índia, esclarecendo que, em 1579 já era Sota-piloto da nau S. Tomé, e como piloto fez a sua primeira viagem na nau S. Pantaleão. Era Cavaleiro-Fidalgo da Casa Real e tinha tomado o hábito da Ordem de Santiago.

## Obras
- 1597 - Diário de navegação da nau São Martinho, em viagem para a Índia, no ano de 1597 (Biblioteca da Academia de Ciências de Lisboa).
- 1612 - Roteiro da Carreira da Índia.